# Tyler Myers
Tyler Myers (Houston, Texas, 1 de febrero de 1990), apodado Tysie Mysie, Mysie o Myso, entre otros, es un jugador profesional estadounidense de hockey sobre hielo que se desempeña en la posición de defensor derecho en Vancouver Canucks, equipo de la National Hockey League (NHL).

## Carrera
Fue seleccionado en la primera ronda en la NHL Entry Draft de 2008. En 2009 hizo su debut profesional con el equipo Buffalo Sabres, en el cual jugó seis temporadas (2009-2014), después pasó a Winnipeg Jets (2014-2019), luego a Vancouver Canucks, donde lleva jugando cinco temporadas.